# مركز المشروعات التطويرية (السعودية)
مركز المشروعات التطويرية هو مركز يتولى الإشراف على إدارة النظم التطويرية الشاملة لمنشآت وزارة الداخلية السعودية وقطاعاتها وأمارات المناطق. كما يتولى إعداد قاعدة المعلومات لممتلكات الوزارة، ويشرف على إدارة تشغيل مجمعات إسكان قوى الأمن الداخلي وصيانتها، ويشرف كذلك على تصميم المشروعات وتنفيذها. يرتبط المركز مباشرة بديوان وزارة الداخلية.

## نبذة
يقوم المركز بالتخطيط والإشراف على مشاريع الوزراة ومعالجة ما يعترضها من معوقات. كما يقوم المركز بتطوير البنية التحتية للمباني والتعليم والتدريب العسكري لجميع قطاعات وزارة الداخلية.

## وصلات خارجية
- وزارة الداخلية السعودية - الموقع الرسمي